# كمال معوش
كمال معوش (مواليد 17 مايو 1977) لاعب وسط كرة القدم جزائري. لعب للمنتخب الجزائري .

## إحصائيات الفريق الوطني
| منتخب الجزائر | منتخب الجزائر | منتخب الجزائر |
| سنة           | المباريات     | الأهداف       |
| ------------- | ------------- | ------------- |
| 2001          | 2             | 0             |
| 2002          | 1             | 0             |
| 2003          | 6             | 0             |
| مجموع         | 9             | 0             |

## روابط خارجية
- كمال معوش على موقع قاعدة بيانات كرة القدم.إي يو (الإنجليزية)
- كمال معوش على موقع ناشيونال فوتبول تيمز (الإنجليزية)